# Бонкова-Гура
Бонкова-Гура (пол. Bąkowa Góra) — село в Польщі, у гміні Ренчно Пйотрковського повіту Лодзинського воєводства.
Населення — 351 особа (2011).
У 1975-1998 роках село належало до Пйотрковського воєводства.

## Демографія
Демографічна структура станом на 31 березня 2011 року:
|          | Загалом | Допрацездатний вік | Працездатний вік | Постпрацездатний вік |
| -------- | ------- | ------------------ | ---------------- | -------------------- |
| Чоловіки | 167     | 23                 | 114              | 30                   |
| Жінки    | 184     | 26                 | 99               | 59                   |
| Разом    | 351     | 49                 | 213              | 89                   |